# 鲁温克尔
鲁温克尔是德国石勒苏益格－荷尔斯泰因州的一个市镇。总面积13.13平方公里，总人口1022人，其中男性511人，女性511人（2011年12月31日），人口密度78人/平方公里。